# Armagh
Armagh és una ciutat d'Irlanda del Nord, capital de l'antic Comtat d'Armagh i del Districte d'Armagh. S'anomena Ard Mhacha en irlandès. Des del 1994, Armagh posseeix l'estatus de ciutat.
Les ruïnes del fort de Navan, adjacents a la ciutat, foren en altres temps la capital de l'Ulster, conegut sota el nom irlandès d'Eamhain Mhacha.

## Demografia

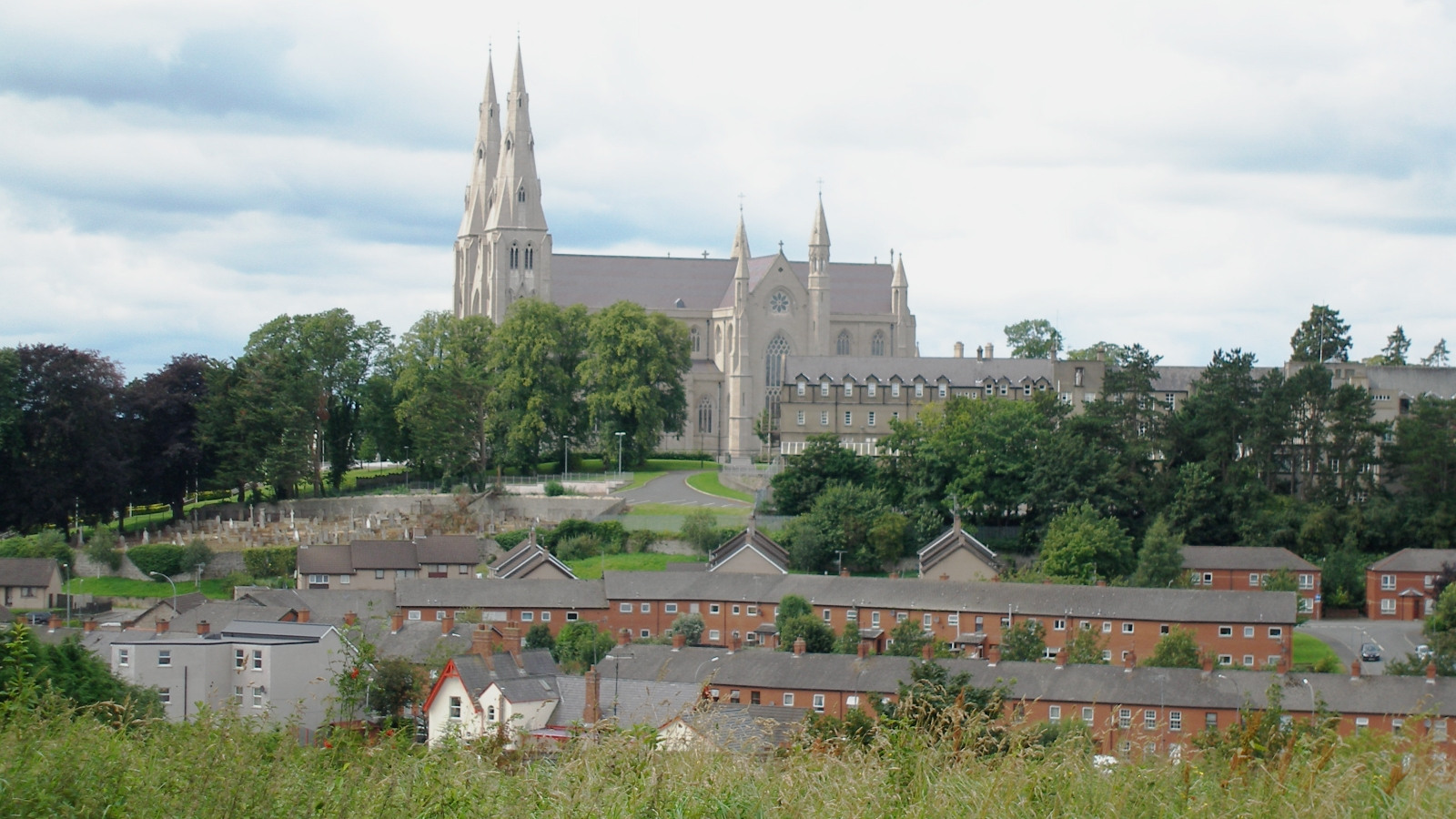
Catedral catòlica Saint-Patrick vista des dels jardins de l'observatori

Segons el cens de 2001 hi havia 14.590 habitants a Armagh.
- 25,1% tenien menys de 16 anys i el 17,5% en tenien 60 o més
- 48,1% de la població és masculina i el 51,9% era femenina
- 68,3% eren catòlics irlandesos i el 30,2% són protestants
- 11,6% eren nascuts fora d'Irlanda del Nord

## Història

### Fundació
Es creu que Emain Macha, al límit oriental d'Armagh, havia estat usat com a santuari d'antics rituals o cerimonials pagans. Segons la mitologia irlandesa havia estat capital de l'Ulster fins que fou abandonada en el segle i. El lloc va rebre el seu nom de la deessa Macha, i l'assentament va créixer als turons propers com Ard Mhacha que vol dir "turó de Macha". El nom fou posteriorment anglicitzat a Ardmagh, i posteriorment Armagh.

Segons la tradició, quan el cristianisme es va estendre a Irlanda a mitjans dels anys 400, Armagh es va convertir en "capital eclesiàstica" de l'illa, i Patrici d'Irlanda hi va establir la seva església principal. Sant Patrici es deia que havia decretat que només els educats a Armagh podria estendre l'evangeli. D'acord amb els Annals dels quatre mestres, l'any 457: 
| « | Ard Mhacha va ser fundada per Sant Patrici, havent-se-li concedit per Daire, fill de Finnchadh, fill d'Eoghan, fill de Niallan. Dotze homes van ser nomenats per ell per a la construcció de la ciutat. Ell els va ordenar, en primer lloc, erigir-hi la ciutat de l'arquebisbe i una església per als monjos, les monges, i per a les altres ordres, en general, perquè va percebre que seria el cap de tota l'Església d'Irlanda. | » |

### Època Medieval
En 839 i 869 el monestir d'Armagh fou assaltat pels vikings. Igual que amb incursions similars, el seu objectiu era saquejar els objectes de valor, com la plata, que sovint es podia trobar a les esglésies i monestirs.
El Llibre d'Armagh venia del monestir. Es tracta d'un manuscrit irlandès del segle novè ara en mans de la Biblioteca del Trinity College (Dublín) (ms 52). Conté alguns dels exemplars més antics que sobreviuen d'irlandès antic.
Es creu que Brian Boru està enterrat al cementiri de la Catedral anglicana de Sant Patrici d'Armagh. Després d'haver conquistat l'illa el 990, es va convertir en gran rei d'Irlanda en 1002, fins a la seva mort en 1014.
En 1189, John de Courcy, un cavaller normand que havia envaït Ulster en 1177, saquejà Armagh.

### Era moderna
Armagh ha estat un centre educatiu des de l'època de Sant Patrici, i d'aquesta manera s'ha referit com "la ciutat dels sants i erudits". La tradició educativa continuar amb la fundació de la Royal School en 1608 i l'Observatori Armagh en 1790. Això era part del pla de l'arquebisbe de tenir una universitat a la ciutat. Aquesta ambició va ser finalment complerta, encara que fos breument, en la dècada de 1990, quan Universitat Queens de Belfast va obrir un centre d'ajuda a l'antic edifici de l'hospital.
Tres germans d'Armagh van morir en la batalla del Somme a Primera Guerra Mundial. Cap dels tres té una tomba coneguda i tots es va commemorar a la Memorial Thiepval dels Desapareguts del Somme. Un quart germà va resultar ferit en el mateix atac.
El 14 de gener 1921 durant la Guerra Angloirlandesa, un sergent del Royal Irish Constabulary (RIC) va ser assassinat per l'Exèrcit Republicà Irlandès (IRA) a Armagh. Va ser atacat amb una granada mentre caminava pel carrer del mercat i més tard va morir de les ferides. El 4 de setembre 1921 els líders republicans Michael Collins i Eoin O'Duffy convocaren un gran míting a Armagh, a la que hi van assistir més de 10.000 persones.

## Religió
La ciutat posseeix dos catedrals, totes dues consagrades a Patrici d'Irlanda: la catedral de l'Església Irlandesa i la catedral històrica de la ciutat -que data d'abans de la Reforma anglicana- mentre que la catedral catòlica fou acabada el 1904.

## Townlands
Armagh està a la parròquia civil d'Armagh. Com la resta d'Irlanda, aquesta parròquia ha estat dividida en townlands, la majoria dels noms de les quals procedeixen del gaèlic irlandès. Amb el temps, s'han construït més townlands que han prestat els seus noms a molts carrers, carreteres i urbanitzacions.
En 1830, la majoria dels townlands urbans d'Armagh's s'unificaren (per administració) i esdevingueren terres de corporació o simplement corporació. Tanmateix, les townland dels voltants van romandre com a unitats separades i també hi foren incorporades. Aquesta és la seva llista amb la seva etimologia.
- Aghamoat (d' Achadh Mochta que vol dir “Camp de Mochta”)
- Ballynahone Beg (de Baile [Beag] na hAbhann que vol dir "[petit] llogaret del riu") - part de la parròrquia de Lisnadill
- Ballynahone More (de Baile [Mór] na hAbhann que vol dir "[gran] llogaret del riu")
- Cargagh (de Cairgeach que vol dir "terra rocallosa")
- Cavanacaw (de Cabhán na Cáithe que vol dir "buit de palla")
- Drumadd (de Druim-fhad que vol dir "cresta llarga")
- Drumarg (de Druim Arg que vol dir "cresta dels pits" o Druim Fhairig que vol dir "cresta de l'hospitalitat")
- Drumman More (d' an Drumainn que vol dir "la cresta")
- Killuney (de Cill Lughna que vol dir "església de Lughna")
- Legarhill or Mullaghcreevie (de Mullach Craoibhe que vol dir "turó de la branca")
- Lurgyvallen (de Lorg Uí Mhealláin que vol dir "rastre d'Ó Mhealláin")
- Mullynure (de Mullach an Iubhair que vol dir "turñó del teix") - part de la parròquia de Grange
- Parkmore (de Páirc Mhór que vol dir "gran camp")
- Tullyelmer (de Tulaigh Giolla Mura que vol dir "monticle de Giolla Mura")
- Umgola (d'origen incert però que inclou l'element -gabhla que vol dir "forca")

## Personalitats lligades a la ciutat
- Benen d'Armagh, o Benigne, arquebisbe de la diòcesi d'Armagh; sant cristià celebrat localment el 9 de novembre.[8]

## Galeria d'imatges

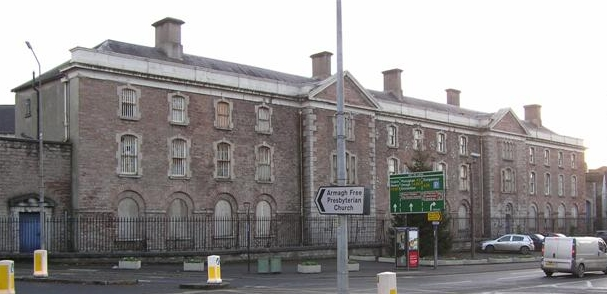
Presó d'Armagh
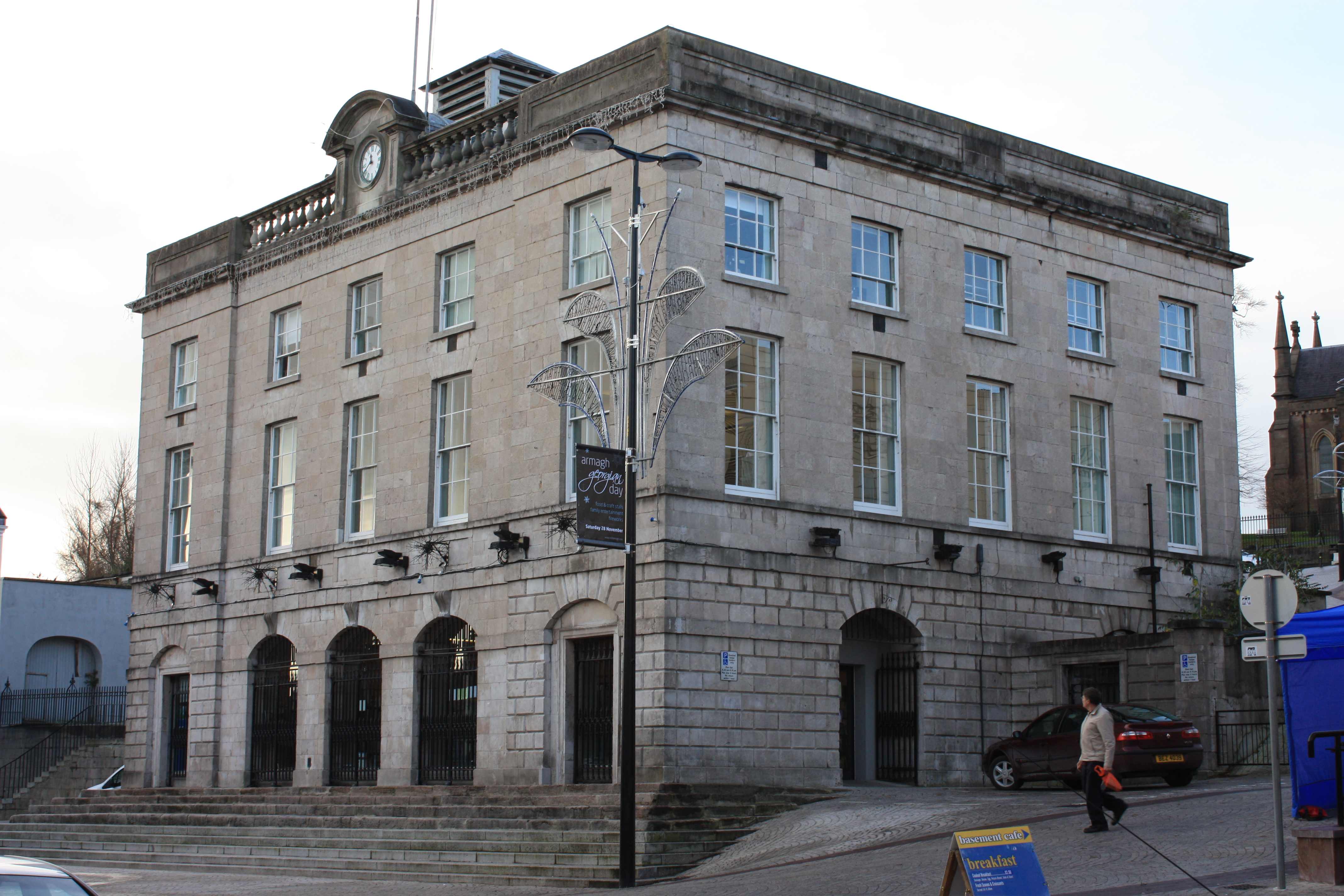
Market House
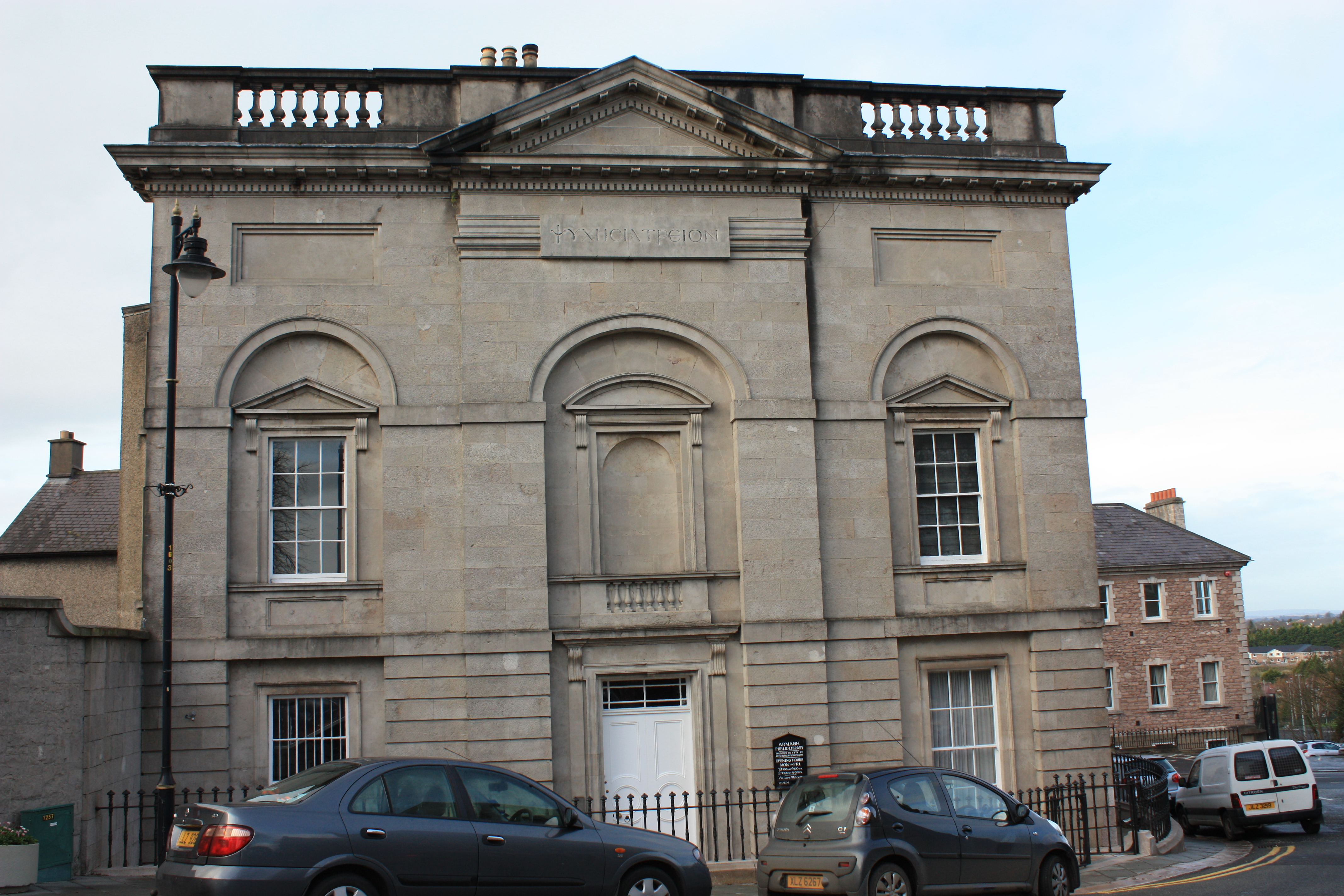
Llibreria pública
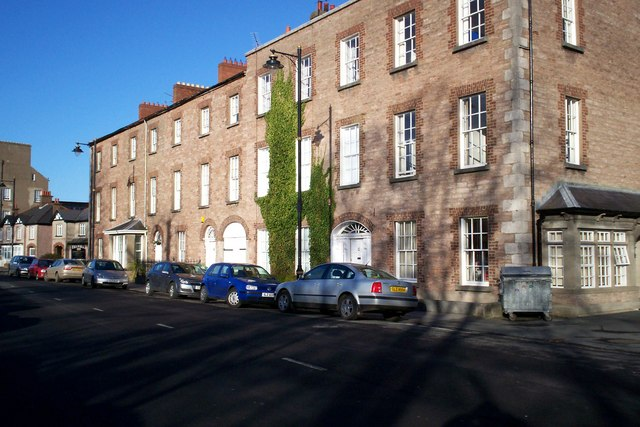
Cases georgianes a The Mall East
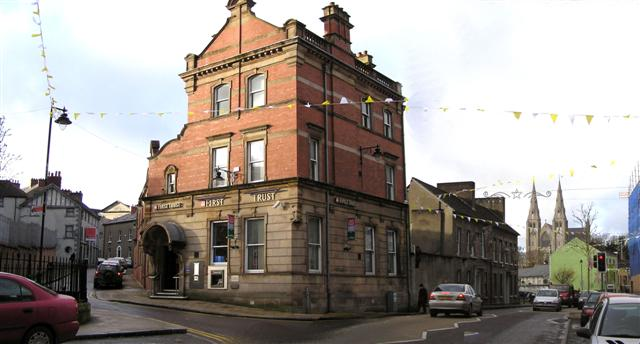
First Trust Bank a English Street